# 庄司有希
庄司 有希（しょうじ ゆき、1983年5月5日 - ）は、日本のモデル。東京都出身。血液型はO型。所属事務所はアバンギャルド→ピーチ。

## 経歴
- 2001年に青年漫画雑誌「ヤングアニマル」のミスヤングアニマルで準グランプリを受賞。

## 出演

### テレビドラマ
- 花より男子（2005年、TBS）TOJ出演者 役

### CM
- カネボウ（2000年）
- 資生堂TSUBAKI（2008年）
- アリッサム（2009年）
- ハリウッド化粧品（2010年）

## 写真集
- フラジール（2001年9月、英知出版、撮影：西条彰仁）ISBN 978-4754215057

## DVD
- Change（2002年5月、ジーオーティー）
- Daisy（2002年5月、ジーオーティー）